# Черапунџи
Черапунџи (Cherrapunjee/ Charrapunji), град у Индији, на 1484 м надморске висине, познат као најкишовитије место у Азији. Године 1816, у Черапунџи, који је смештен у јужном делу Малајских планина у Индији, забележена је годишња количина падавина од 20,447 мм.
Овим је Черапунџи смештен у сам врх места са рекордном количином падавина у току године. Након тога, ниједна земља није могла да докаже да има место које добија више падавина. Ипак, 44 године касније, у истом месту је забележен нови рекорд од 26.461,2 мм. Цифра је изузетно висока и њу можемо упоредити са укупном количином падавина која падне током периода од 42 године у читавом Пекингу.
Черапунџи држи светски рекорд по годишњој количини падавина. Током месеца јула 1861. године је пало 9.299,6 мм падавина.

## Становништво
Према незваничним резултатима пописа, у граду је 2011. живело 14.816 становника.
| 2001.  | 2011.  |
| ------ | ------ |
| 10.086 | 14.816 |